# Pyrausta zonalis
Pyrausta zonalis là một loài bướm đêm trong họ Crambidae.